# Polysomnographie
 (août 2012).
Si vous disposez d'ouvrages ou d'articles de référence ou si vous connaissez des sites web de qualité traitant du thème abordé ici, merci de compléter l'article en donnant les références utiles à sa vérifiabilité et en les liant à la section « Notes et références ».

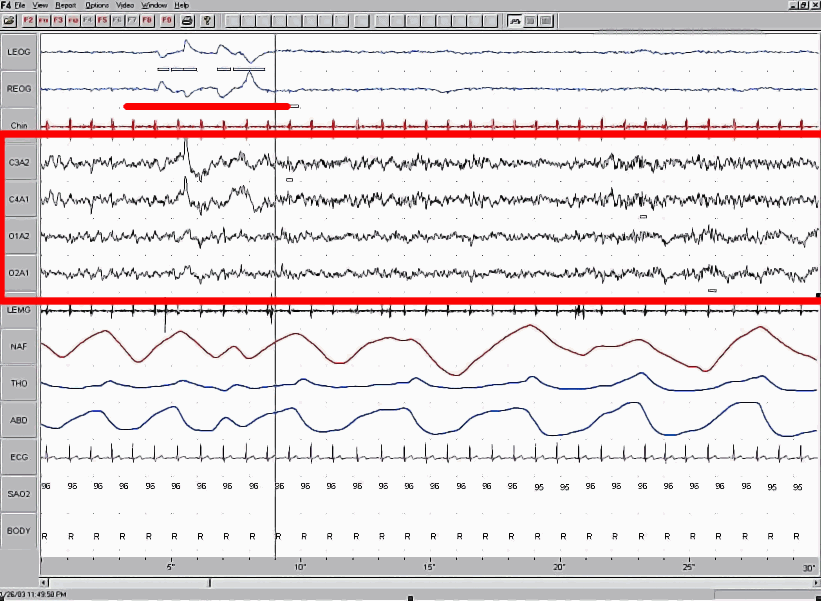
Enregistrement polygraphique de la phase de sommeil paradoxal (dite aussi Rapid eye movement). Le tracé des signaux EEG est encadré en rouge. La barre rouge indique une période de mouvements oculaires.

La polysomnographie (ou polygraphie du sommeil) est un examen médical consistant à enregistrer, au cours du sommeil du patient, plusieurs variables physiologiques (rythme respiratoire, rythme cardiaque, électroencéphalogramme, électromyogramme des muscles des bras ou des jambes...) afin de déterminer certains troubles liés au sommeil, dont les apnées ou syndrome d’apnées obstructives du sommeil (SAOS).

## Définition
Dans l'étude des troubles du sommeil il est important de distinguer deux types d'examens :
- la polygraphie respiratoire qui permet, selon les appareils, d'enregistrer différents signaux respiratoires, qui associés entre eux permettent de détecter des anomalies respiratoires.

- La polysomnographie qui, outre l’enregistrement des signaux respiratoires précédents, permet de recueillir d’autres signaux qui permettent de reconnaître la succession des différents stades de sommeil. C'est un examen qui consiste à dormir pendant la nuit avec plusieurs électrodes ou fils métalliques attachés à la tête, à la figure, à la poitrine et aux jambes. Des bandes élastiques sont placées autour de la poitrine et de l'abdomen pour mesurer la respiration. Cet examen peut être réalisé dans un établissement de santé, un centre de sommeil ou en ambulatoire[1].

## Principes
Le principe de la polysomnographie est de capter l’information nécessaire pour analyser la respiration et le sommeil de la personne concernée. Les électrodes et les bandes posées amassent les données (le nombre et la durée des apnées ou d’autres problèmes qui perturbent le sommeil) pour permettre au médecin d’établir un diagnostic.

## Indications
La polysomnographie est un examen pratiqué lors d'une inquiétude sérieuse comme
une somnolence diurne excessive, des pauses respiratoires ou des impressions d'étouffement de courte durée pendant le sommeil, des ronflements excessifs, des réveils fréquents, des fatigues au réveil matinal, des difficultés de concentration, des assoupissements au volant, ou encore des maux de tête au réveil.

## Réalisation
Plusieurs mesures sont effectuées :

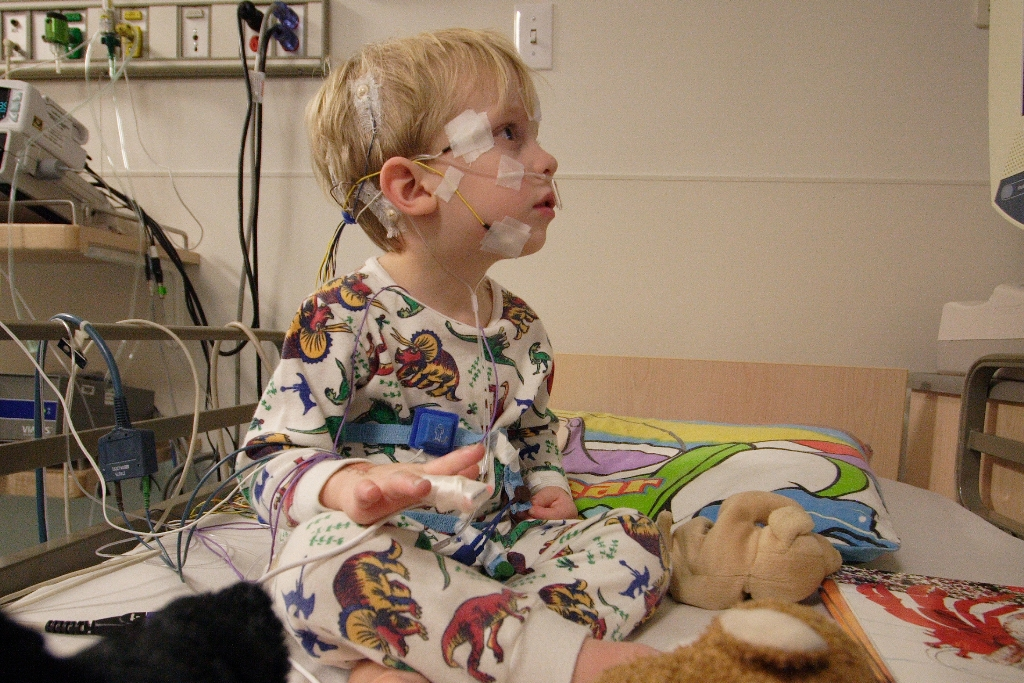
Polysomnographie pédiatrique à l'hôpital.

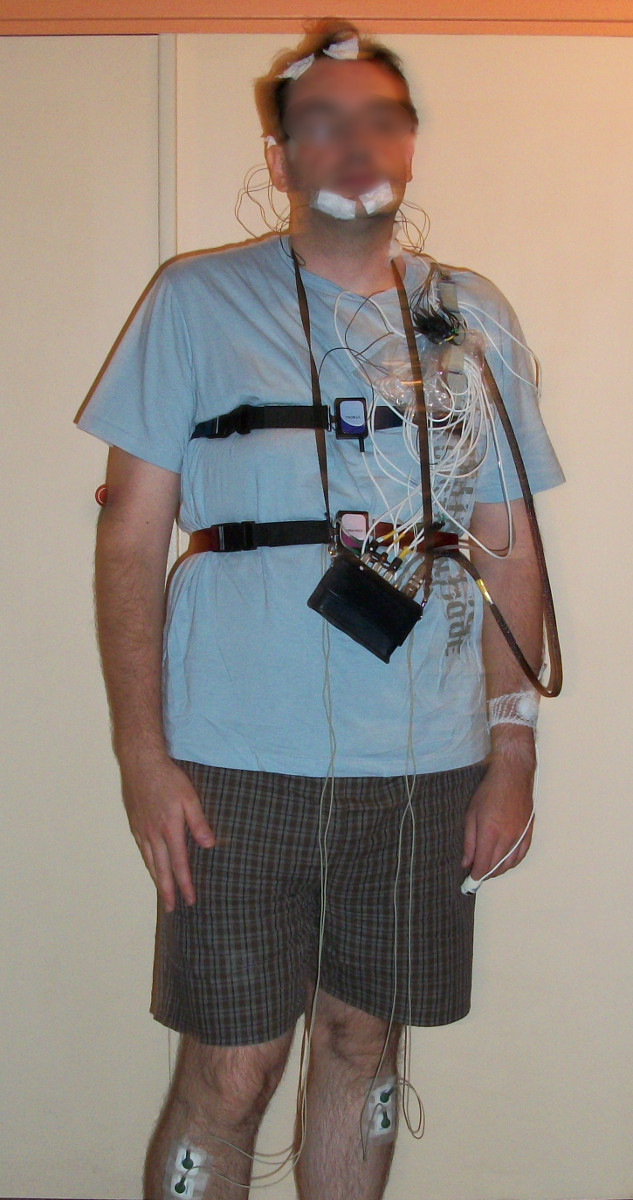
Patient adulte équipé pour un diagnostic ambulatoire.

- mouvements respiratoires (par des sangles autour du thorax et de l'abdomen ou par la mesure de l'impédance thoracique, variable avec le mouvement de la respiration),
- flux aérien (capteur naso-buccal),
- électroencéphalogramme (EEG) : plusieurs électrodes sont collées au niveau du cuir chevelu pour mesurer l'activité électrique du cerveau,
- électromyogramme (électrodes collées au menton et sur une jambe) pour mesurer l'activité électrique des muscles,
- électrocardiogramme pour mesurer l'activité électrique du cœur,
- saturation sanguine en oxygène grâce à une pince de doigt (saturomètre),
- mouvements des yeux par électro-oculographie (EOG),
- et d'autres selon nécessité.

L'examen réalisé dans une salle spécialement équipée (laboratoire du sommeil). Il dure une nuit, souvent entre 20 H et 7 H.
Le branchement est effectué par l'infirmière qui pose différents capteurs (pose indolore) après le repas du soir, une douche obligatoire, un rasage de la figure pour les hommes... :
- Un capteur est placé sous le nez, il détecte le flux de l’air qui passe par les narines ou parfois par les narines et la bouche. Il peut s’agir d’une résistance sensible aux variations de température entre l’air inspiré et l’air expiré, ou d’un capteur de débit lorsqu'on utilise des « lunettes nasales », terme consacré pour décrire un petit tuyau qui se place sous le nez avec une bifurcation pour chaque narine.
- Un oxymètre est placé au bout d’un doigt pour mesurer d’une manière non douloureuse l’oxygénation du sang.
- Des ceintures abdominales et thoraciques suivent les mouvements respiratoires et donnent une information sur l’existence éventuelle d’une lutte respiratoire pour tenter de faire rentrer de l’air dans les poumons.
- Un capteur de son, collé à la base du cou, analyse le ronflement.
- Un capteur de position précise si les événements respiratoires surviennent dans une position particulière.
- La fréquence cardiaque est parfois également enregistrée.
- Une mesure de l'activité est parfois couplée à ces capteurs. Elle permet de voir si la personne dort ou ne dort pas.
- Des électrodes sont collées sur le cuir chevelu pour enregistrer l’électro-encéphalogramme.

Tous ces capteurs sont reliés par des fils à un petit boîtier de la taille d’un petit livre ou d’une petite boîte, selon les systèmes. Tout ce qui est enregistré est stocké en mémoire pour être récupéré sur un ordinateur le lendemain. Le médecin doit ensuite interpréter les signaux et faire le compte-rendu de l’examen.
D'autres signaux sont parfois enregistrés :
- Les mouvements des muscles des jambes : pour rechercher des mouvements inhabituels au cours du sommeil.
- La température corporelle
- La pression œsophagienne, grâce à un tube très fin qui passe par le nez et se termine dans l’œsophage pour mesurer la pression intra-thoracique.

Récemment, les diagnostics ambulatoires (à domicile) se sont développés, d'une part pour améliorer le confort du patient et d'autre part pour réduire les coûts, la nuit en hôpital coûtant cher au système de santé. Le patient est équipé à l'hôpital, généralement en fin d'après-midi, par un infirmier ou un technicien médical, rentre dormir chez lui, puis vient restituer l'équipement le lendemain matin. Les instruments sont le plus automatiques possible, et le patient n'a qu'un bouton général à actionner, au coucher puis au lever. Exceptionnellement, l'examen peut se prolonger sur plusieurs nuits.
Les données sont enregistrées dans l'appareil central, et sont interprétées dans les jours qui suivent par un médecin spécialiste du sommeil.

## Résultats
Une vérification de la qualité du tracé est effectuée en temps réel durant la nuit par le personnel infirmier, et un premier survol de l'enregistrement est effectué le lendemain matin par le médecin.
En revanche, le résultat complet n'est disponible que plusieurs jours après l'enregistrement compte tenu de la quantité d'informations à analyser. Selon les établissements de santé, il peut être remis et expliqué au patient en consultation.